# Ścięgno Todaro
Ścięgno Todaro, ścięgno Todara (łac. tendo Todaro, ang. tendon of Todaro) – w anatomii człowieka pasmo ścięgniste w prawym przedsionku serca, położone między zastawką żyły głównej dolnej, przegrodą międzyprzedsionkową i rąbkiem dołu owalnego przyśrodkowej części prawego przedsionka. Wraz z ujściem zatoki wieńcowej i płatkiem przegrodowym zastawki trójdzielnej wyznacza trójkąt Kocha. Jest pozostałością życia płodowego. Powstaje w dolnej poduszeczce wsierdziowej, gdy płód osiąga około 22–24 mm odległości ciemieniowo-siedzeniowej. Najsilniej rozwinięte jest w sercach płodów i niemowląt, z wiekiem zanika i u osób powyżej 50 roku życia jest już prawie niezauważalne. Nazwa ścięgna upamiętnia Francesca Tòdara, włoskiego anatoma który opisał je po raz pierwszy.